# Coeriana crinipes
Coeriana crinipes là một loài bướm đêm trong họ Noctuidae.